# Кацнельсон, Анатолий Анисимович
Анатолий Анисимович Кацнельсон (15 октября 1904 года, Старые Дороги, Российская империя — 14 марта 1977 года, Москва, РСФСР, Советский Союз) — советский военачальник, генерал-майор (01.10.1942).

## Биография
Кацнельсон родился в местечке Старые Дороги Минской губернии Российской империи, в еврейской семье ремесленника. Здесь же окончил три класса еврейского училища и русскую среднюю школу.
Родной брат советского военачальника Ильи Нисуновича Кацнельсона.

### В РККА
В 1921 году добровольцем вступил в Красную Армию. Член ВКП(б) с 1924 года.
Окончил пехотную школу, командовал подразделениями разведки, служил начальником разведки корпуса.
- В 1936 году окончил Военную академию им. М. В. Фрунзе.
- В 1937 году назначен начальником штаба дивизии.
- С 1940 года — начальник штаба армии.

Служил заместителем начальника штаба Калининского фронта, а затем начальником штаба фронта.
- В октябре 1942 года Кацнельсону было присвоено звание генерал-майора.
- В 1942—1943 годах занимал должность начальника штаба 41-й армии, а в 1944—1945 годах — заместителя начальника тыла 1-го Украинского фронта.

### После войны
После окончания войны Кацнельсон служил заместителем командующего Закавказским военным округом по тылу.
Уволен в запас 16 декабря 1950 года.
Умер 14 марта 1977 года в Москве. Был похоронен на Востряковском кладбище.

Могила Кацнельсона на Востряковском кладбище Москвы.

## Награды
- орден Ленина (1946);
- два ордена Красного Знамени (03.11.1944, 1951);
- орден Суворова II степени (13.09.1944);
- орден Богдана Хмельницкого II степени (28.04.1945);
- Медали в том числе:
  - «За оборону Москвы» (1944);
  - «За Победу над Германией в Великой Отечественной войне 1941—1945 гг.» (1945);
  - «За взятие Берлина» (1945);
  - «За освобождение Праги» (1945);
  - «Ветеран Вооружённых Сил СССР» (1976).